# SN 2011gy
SN 2011gy – supernowa typu Ia odkryta 22 października 2011 roku w galaktyce M+07-08-15. W momencie odkrycia miała maksymalną jasność 15,80m.